# Província de Burgàs
La província de Burgàs (en búlgar: Област Бургас) es troba al sud-oest de Bulgària, al sud de la costa de la mar Negra. La capital és la ciutat de Burgàs. És la més gran de la zona juntament amb la província de Sofia, i la quarta per població.

## Municipalitats i ciutats

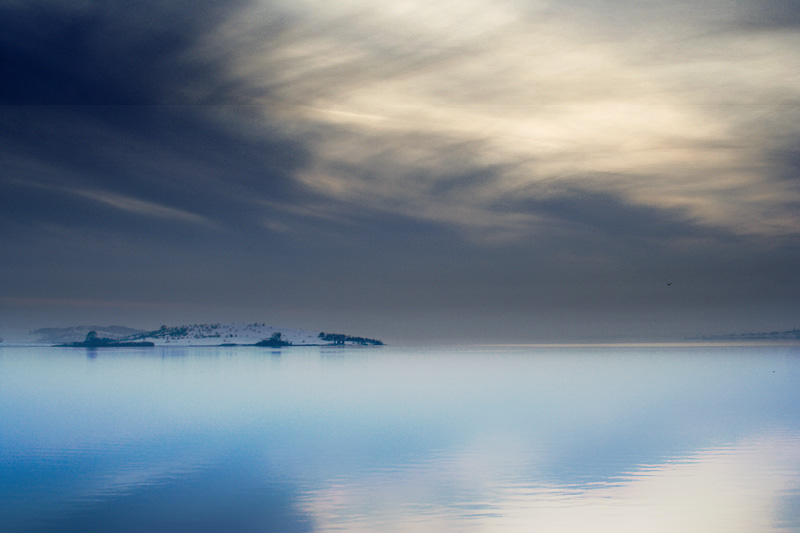
Llac Mandrensko vora Burgàs

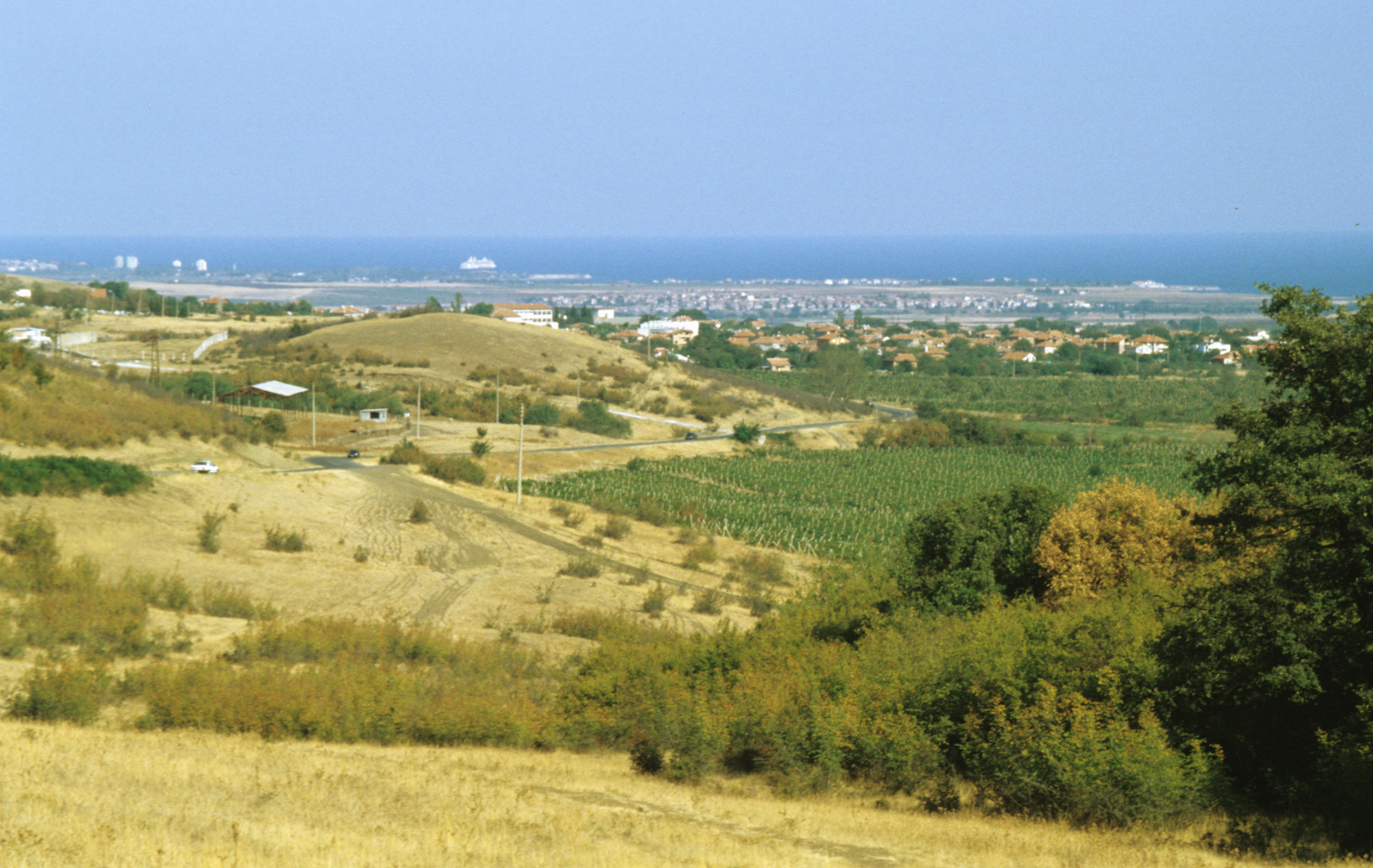
Vista de la província

La provincial de Burgas se sotsdivideix en les següents municipalitats (obxtina) i ciutats:

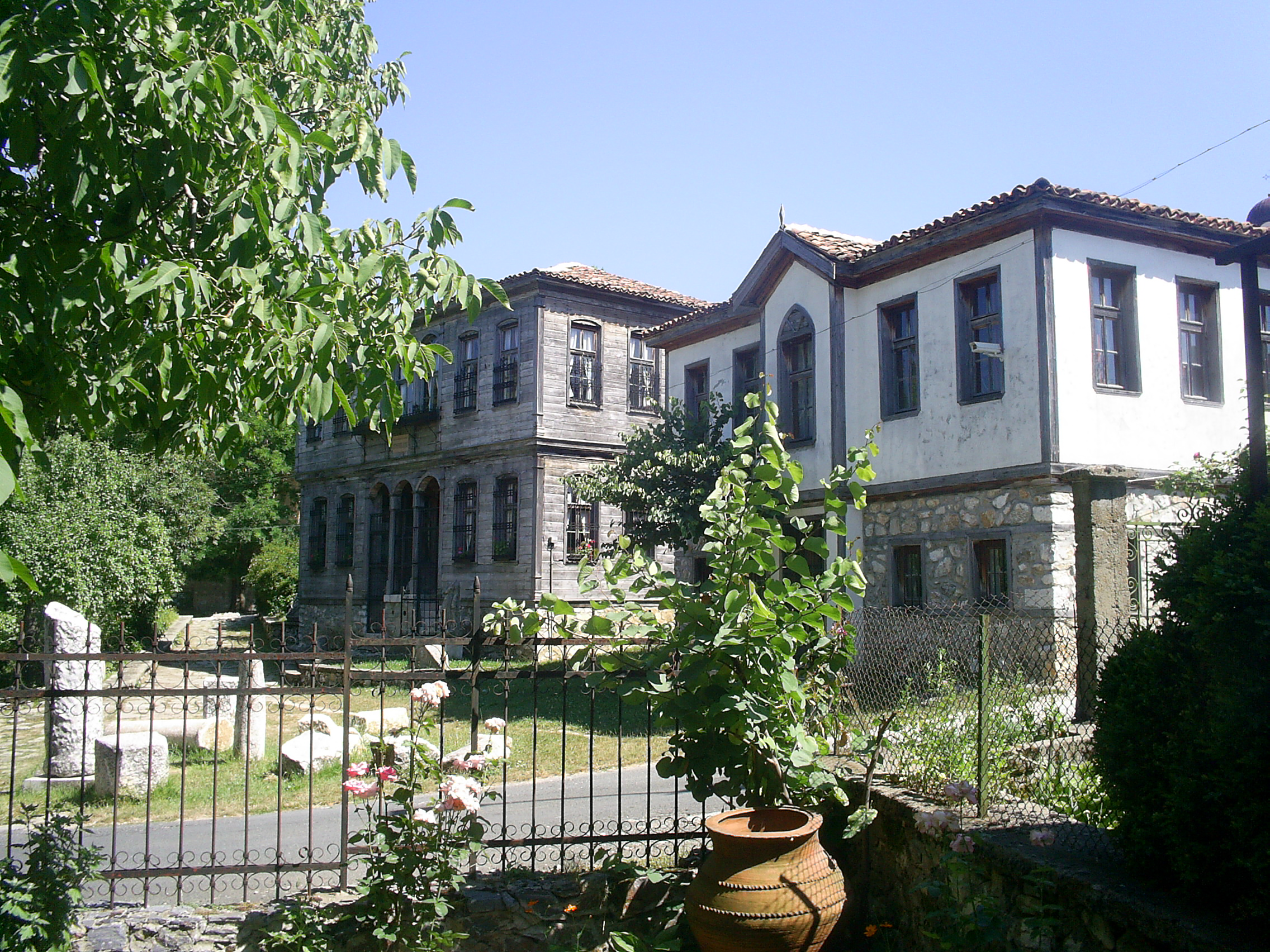
Cases de Malko Tarnovo, a Strandzha

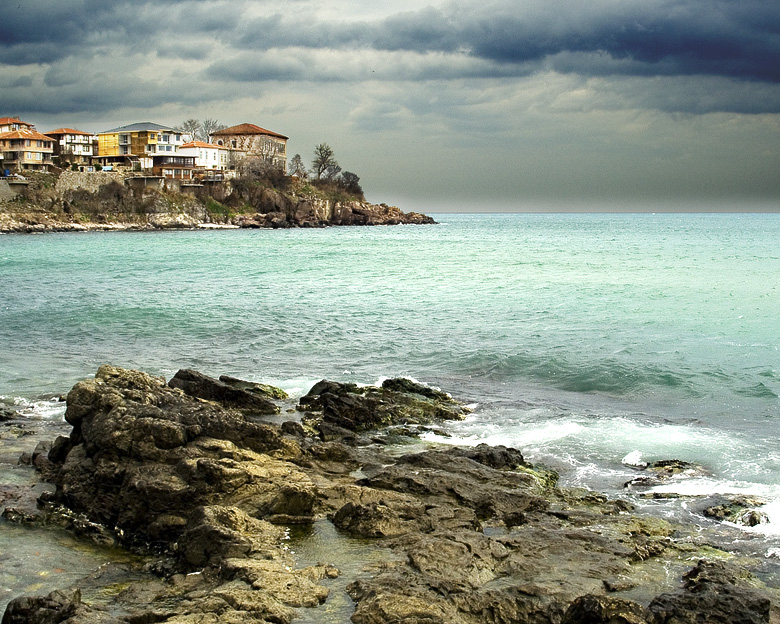
Vista de Sozòpol

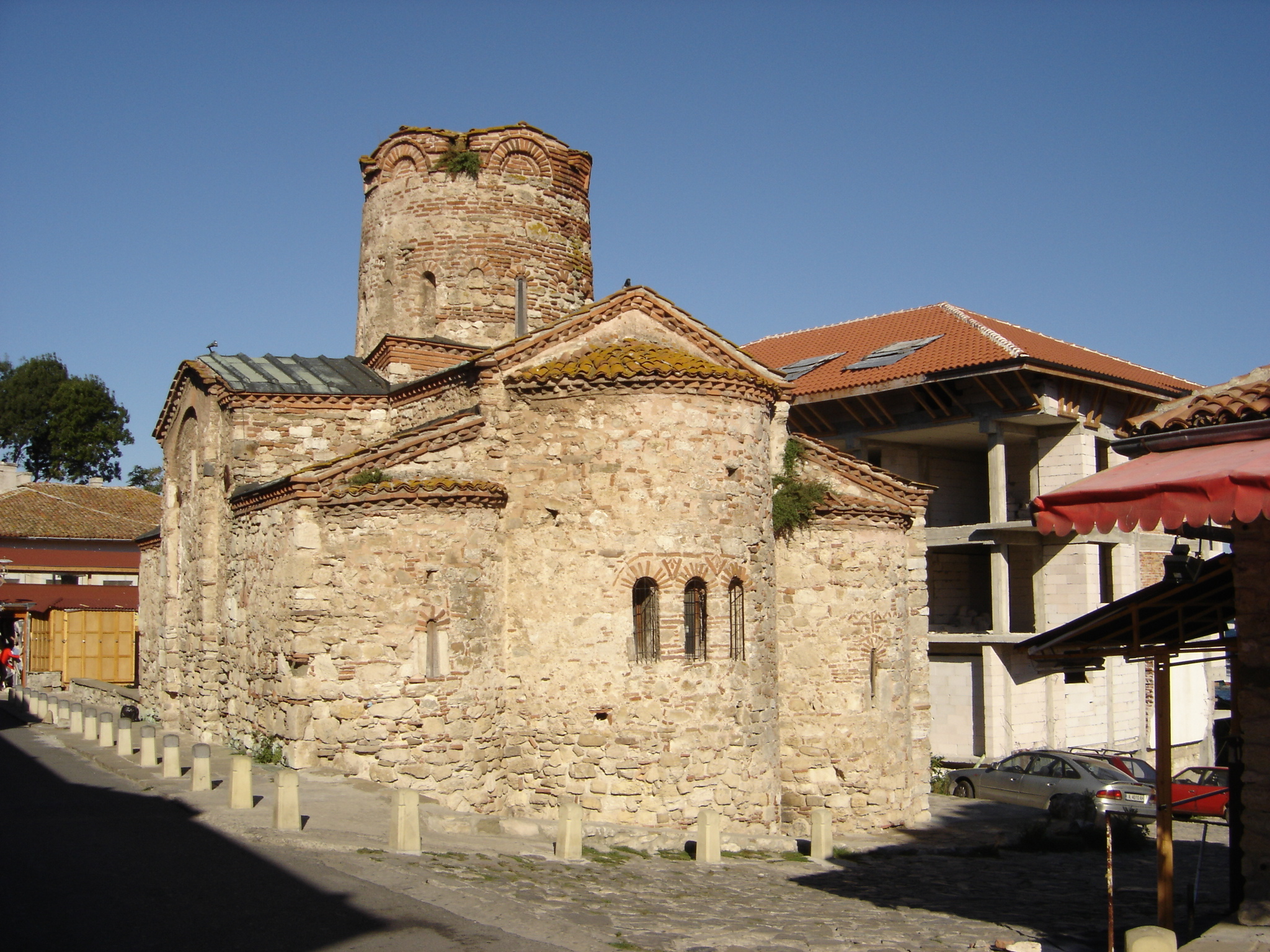
Església de Sant Joan Baptista a Nessebar

### Municipalitat d'Aitos
Aitos,
Driankovets,
Zetiovo,
Karageorgievo,
Karanovo,
Liaskovo,
Malka Poliana,
Maglen,
Peixtersko,
Pirne,
Polianovo,
Raklinovo,
Sadievo,
Topolitsa,
Txerna Mogila,
Txernograd,
Txukarka.

### Municipalitat de Burgas
Banevo,
Bratovo,
Briastovets,
Burgàs,
Balgarovo,
Dimtxevo,
Draganovo,
Vetren,
Izvorixte,
Marinka,
Miroliubovo,
Ravnets,
Rudnik,
Tvarditsa,
Txerno More.

### Municipalitat de Sredets
Belevren,
Belila,
Bistrets,
Bogdanovo,
Varovnik,
Goliamo Bukovo,
Gorno Iabalkovo,
Granitets,
Granitxar,
Sredets,
Debelt,
Dolno Iabalkovo,
Draka,
Dratxevo,
Diulevo,
Momina Tsarkva,
Zagortsi,
Zornitsa,
Kirovo,
Kubadin,
Malina,
Orlintsi,
Prokhod,
Pantxevo,
Radoinovo,
Rosenovo,
Svetlina,
Sinio Kamene,
Slivovo,
Sukhodol,
Valtxanovo,
Fakia.

### Municipalitat de Kameno
Vinarsko,
Vratitsa,
Zheliazovo,
Kameno,
Krastina,
Livada,
Konstantinovo,
Polski Izvor,
Rusokastro,
Svoboda,
Troianovo,
Trastikovo,
Txerni Vrakh.

### Municipalitat de Karnobat
Asparukhovo,
Detelina,
Venets,
Glumtxe,
Devetak,
Devetintsi,
Dobrinovo,
Dragantsi,
Dragovo,
Ekzarh Antimovo,
Zheleznik,
Zhitosviat,
Zimen,
Iskra,
Karnobat,
Klikatx,
Kozare,
Krumovo Gradixte,
Kruixovo,
Madrino,
Nevestino,
Ognen,
Raklitsa,
San-Stefano,
Sigmen,
Sokolovo,
Sarnevo,
Smolnik,
Hadzhiite,
Tserkovski,
Txerkovo.

### Municipalitat de Malko Tarnovo
Bliznak,
Braixlian,
Biala Voda,
Vizitsa,
Gramatikovo,
Evrenozovo,
Zabernovo,
Zvezdets,
Kalovo,
Malko Tarnovo,
Mladezhko,
Slivarovo,
Stoilovo.

### Municipalitat de Tsarevo
Ahtopol,
Brodilovo,
Balgari,
Varvara,
Velika,
Izgrev,
Kondolovo,
Kosti,
Lozenets,
Tsarevo,
Rezovo,
Sinemorets,
Fazanovo.

### Municipalitat de Nesebar
Bania,
Sveti Vlas,
Guiuliovtsa,
Emona,
Koznitsa,
Koixaritsa,
Nesebar,
Obzor,
Orizare,
Panitsovo,
Priseltsi,
Ravda,
Rakovskovo,
Slantxev Briag,
Tankovo.

### Municipalitat de Pomòrie
Akheloi,
Aleksandrovo,
Bata,
Gaberovo,
Goritsa,
Galabets,
Dabnik,
Belodol,
Kableixkovo,
Kamenar,
Kozitxino,
Kosovets,
Laka,
Medovo,
Pomòrie,
Poroi,
Stratsin.

### Municipalitat de Ruen
Bilka,
Vixna,
Vresovo,
Podgorets,
Dobra Poliana,
Dobromir,
Dropla,
Daskotna,
Diulia,
Zaimtxevo,
Zaitxar,
Zvezda,
Kameniak,
Karaveliovo,
Listets,
Liuliakovo,
Pripek,
Mrezhitxko,
Preobrazhentsi,
Planinitsa,
Prosenik,
Razboina,
Retxitsa,
Rozhden,
Rudina,
Ruen,
Ruptxa,
Razhitsa,
Skalak,
Snezha,
Sniagovo,
Sokolets,
Sredna Makhala,
Struia,
Toptxisko,
Tranak,
Sini Rid,
Txereixa,
Xivarovo,
Iabaltxevo,
Iasenovo.

### Municipalitat de Sozòpol
Varxilo,
Gabar,
Zidarovo,
Izvor,
Indzhe Voivoda,
Kruixevets,
Prisad,
Ravadinovo,
Ravna Gora (Burgas),
Atia,
Rosen,
Sozòpol,
Txernomorets.

### Municipalitat de Sungurlare
Balabantxevo,
Beronovo,
Bosilkovo,
Vedrovo,
Vezenkovo,
Valtxin,
Gorovo,
Grozden,
Esen,
Zavet,
Kamensko,
Kamtxia,
Klimaix,
Kosten,
Lozarevo,
Lozitsa,
Manolitx,
Podvis,
Prílep,
Ptxelin,
Sadovo,
Skala,
Slaviantsi,
Sungurlare,
Saedinenie,
Terzisko,
Velislav,
Txernitsa,
Txubra,
Dabovitsa.

### Municipalitat de Primorsko
Veselie,
Kiten,
Novo Panitxarevo,
Pismenovo,
Primorsko,
Iasna Poliana.